# Speophilosomatidae
Speophilosomatidae é uma família de milípedes pertencente à ordem Chordeumatida.
Géneros:
- Speophilosoma Takakuwa, 1949